# Passo della Caldarola
Il passo della Caldarola è un valico dell'Appennino ligure, situato in provincia di Piacenza, al confine tra i comuni di Bobbio e Alta Val Tidone, che mette in comunicazione la val Trebbia con la val Luretta.

## Descrizione
Si trova lungo la strada provinciale 65 del Passo della Caldarola che collega San Gabriele di Piozzano, in val Luretta, con Mezzano Scotti di Bobbio, in val Trebbia, sul crinale che collega il monte Lazzaro (987 m s.l.m.) alla Pietra Parcellara. Il passo è inoltre raggiungibile da Travo, sempre in Val Trebbia, attraverso la strada provinciale 68 di Bobbiano, la cui asfaltatura nell'ultimo tratto è stata completata nel 2007, da questo versante, poco prima di raggiungere il passo, si transita nei pressi della base della Pietra Parcellara.
Il fondo stradale della strada provinciale 65 è interamente asfaltato; l'ultimo tratto di asfaltatura, 2,5 km nel territorio comunale di Piozzano, nei pressi di Pomaro, è stato completato nel 2022, fino al completamento dei lavori, questo era l'unico tratto di strada provinciale non asfaltato della provincia.
Durante la seconda guerra mondiale nella zona del passo si formarono diverse bande di partigiani, tra cui la Compagnia carabinieri patrioti, guidata dal tenente dei carabinieri Fausto Cossu, stabilitasi in località Alzanese, località chiamata anche La Sanese, nei pressi del passo, e la banda "Piccoli", guidata da Giovanni Molinari, stabilitasi sul monte Lazzaro. I dissapori tra le due bande sfociarono poi nella primavera del 1944 nell'uccisione in località Moiaccio di Pecorara da parte dei partigiani comandati Cossu, di quattro componenti della banda Piccoli, tra cui lo stesso Molinari.